# Kenya International 2002
Die Kenya International 2002 im Badminton fanden Anfang Mai 2002 statt.

## Sieger und Platzierte
| Disziplin    | Gold                             | Silber                               | Bronze                              |
| ------------ | -------------------------------- | ------------------------------------ | ----------------------------------- |
| Herreneinzel | Ola Fagbemi                      | Stephan Beeharry                     | Abraham Wogute                      |
| Herreneinzel | Ola Fagbemi                      | Stephan Beeharry                     | Fred Gituku                         |
| Dameneinzel  | Grace Daniel                     | Karen Foo Kune                       | Irene Kerimah                       |
| Dameneinzel  | Grace Daniel                     | Karen Foo Kune                       | Shama Aboobakar                     |
| Herrendoppel | Hyder Aboobakar Stephan Beeharry | Geenesh Dussain Yogeshsingh Mahadnac | Allen Azemia Sam Betsy              |
| Herrendoppel | Hyder Aboobakar Stephan Beeharry | Geenesh Dussain Yogeshsingh Mahadnac | Himesh Patel Abraham Wogute         |
| Damendoppel  | Karen Foo Kune Anusha Dajee      | Rose Wanjala Deepa A. Shah           |                                     |
| Damendoppel  | Karen Foo Kune Anusha Dajee      | Rose Wanjala Deepa A. Shah           |                                     |
| Mixed        | Stephan Beeharry Shama Aboobakar | Ola Fagbemi Grace Daniel             | Geenesh Dussain Anusha Dajee        |
| Mixed        | Stephan Beeharry Shama Aboobakar | Ola Fagbemi Grace Daniel             | Yogeshsingh Mahadnac Karen Foo Kune |